# Keep Their Heads Ringin'
Singles de Dr. Dre
Natural Born Killaz California Love
Keep Their Heads Ringin' est un single du rappeur Dr. Dre sorti le 7 mars 1995. Extrait de l'album Friday, bande originale du film Friday (1995) de F. Gary Gray.
La chanson reprend Funk You Up de The Sequence (Sugar Hill Records) et KRS-One chante également.
Une version alternative existe sur la compilation Death Row Greatest Hits (1996).